# Corrado Pellanera
Giusto Corrado Pellanera (Teramo, 12 marzo 1938 – Bologna, 4 maggio 2024) è stato un cestista e allenatore di pallacanestro italiano.

## Biografia
Corrado Pellanera nacque a San Nicolò a Tordinoil 12 marzo 1938. 
Alto 187 cm e dal peso forma di 81 kg, giocò come guardia in Serie A1 per quindici anni. Nel periodo giugno-dicembre del 2011 fu presidente del Teramo Basket formazione militante in Serie A a seguito del cambio di dirigenza della squadra abruzzese.
Morì a Bologna il 4 maggio 2024 all'età di 86 anni.

## Carriera
Iniziò a giocare, spinto dai fratelli più grandi, in Serie B con la D'Alessandro Teramo. Nel 1958-59 esordì nelle Elette con la maglia della Virtus Bologna. In tutto, disputò 10 stagioni con 245 presenze nella squadra emiliana.
Nel 1960 vestì per la prima volta la maglia della nazionale, con cui disputò 97 gare. Con l'Italia, prese parte alle Olimpiadi di Tokyo 1964 e Città del Messico 1968.
Nel 1968-69 giocò una stagione con la Snaidero Udine, per poi tornare a Bologna, con la Fortitudo. Si ritirò el 1973 dopo 15 anni di attività ininterrotta nella massima categoria. Ebbe come suoi punti di forza la difesa e l'anticipo, facendo valere la sua potenza e l'elevazione nel rimbalzo.
Allenò poi il Pordenone in Serie A2, dal 1978 al 1981.
Nella stagione sportiva 2011-12 fu presidente del Teramo Basket.